# Laura Geller
Laura Geller (nacida en 1950) es una rabina estadounidense que sirve en el Templo Emanuel en Beverly Hills.

## Biografía
Geller fue criada en Brookline, Massachusetts hasta los 15 años, cuando su familia se mudó a Nueva York. Asistió al Dalton School, y después se graduó en la Brown University en 1971. Geller fue ordenada por el Hebrew Union College-Jewish Institute of Religion en 1975. En 2000, fue parte del primer grupo de rabinos en asistir a un programa de entrenamiento de meditación judía del Institute for Jewish Spirituality.

### Carrera
Antes de su rabinato, fue directora del American Jewish Congress en Los Ángeles desde 1990 hasta 1994. También fue la Presidenta fundadora de la Comisión de Relaciones Humanas de la Ciudad de Beverly Hills. 
En 1994, se convirtió en la primera mujer en liderar una congregación metropolitana, Templo Emanuel en Beverly Hills. También fue la primera mujer Rabino en convertirse en directora Hillel en la University of Southern California en Los Ángeles, puesto que ostentó durante catorce años. While at Hillel, she co-organized the national conference "Illuminating the Unwritten Scroll: Women's Spirituality and Jewish Tradition." 
Fue premiada por Fomentar la Armonía Racial y Cultural por la A.C.L.U. del Sur de California, el Premio Alan J. Kassin por Logros Destacables Profesionalmente, la Comisión del condado de Los Ángeles en el Premio Estatus de Mujeres de Reconocimiento, y el Premio Mujer del Año por la legislatura del Estado de California. En 2000, fue declarada una de las "Cien Antiguas Alumnas Más Destacadas de la Universidad de Brown del Último Siglo", y en 2007 The Forward la nombró una de las "50 Individuos que están diciendo o haciendo diferencias en la manera en que los judíos americanos se ven a sí mismos (y quien) ha dejado marca."  El Forward también la nombró una de las "50 Mujeres Rabino Más Influyentes en América," y aparecía en el documental de PBS Los Judíos Estadounidenses.  She served on the Board of Governors of the Hebrew Union College from 2001 until 2008. Es compañera rabínica en el Hartman Institute en Jerusalén.
En 2010 apareció en el documental Kol Ishah: The Rabbi is a Woman, dirigido por Hannah Heer.